# 患難時代

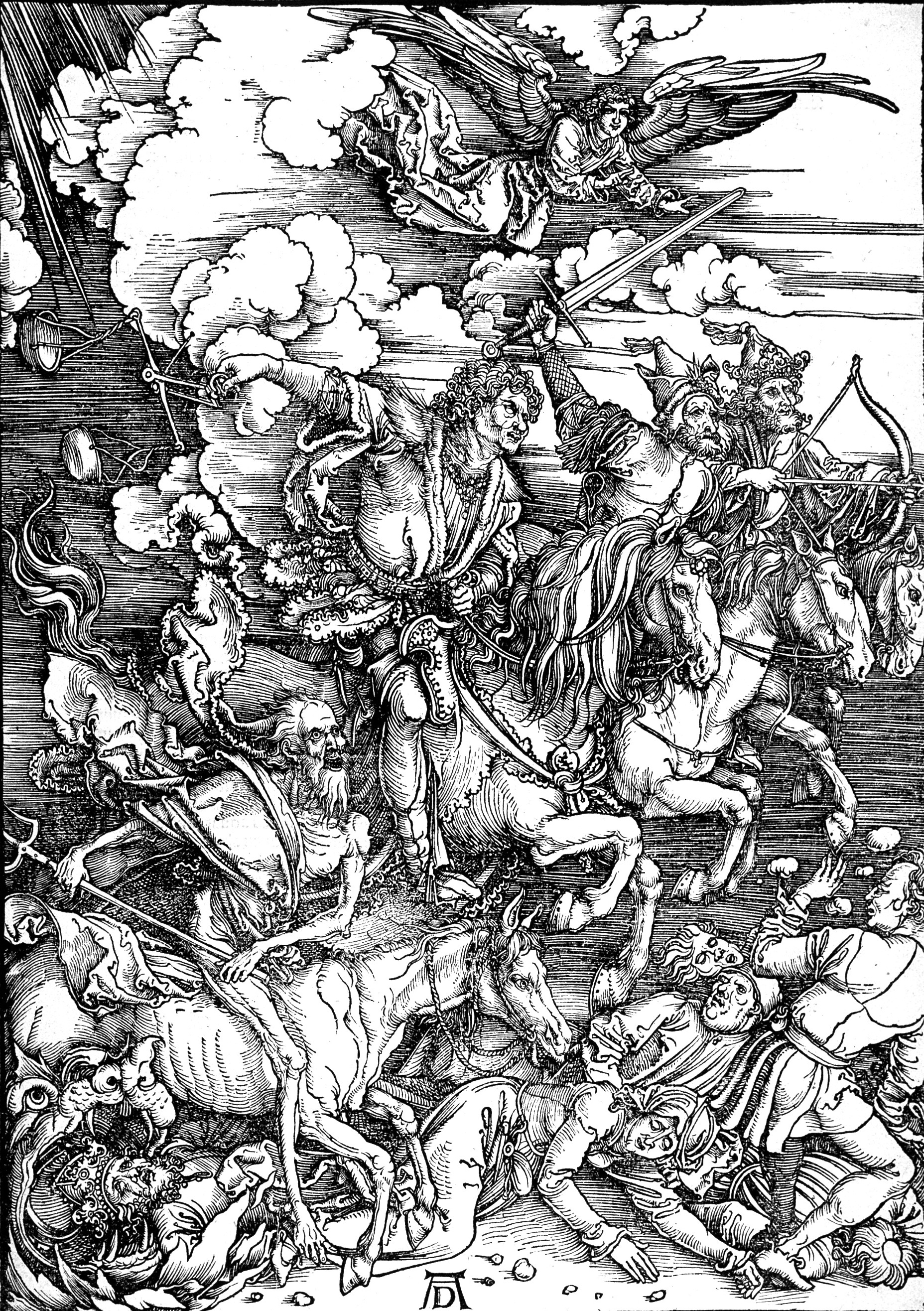
ヨハネの黙示録6章の馬に乗る者 アルブレヒト・デューラー画

患難時代、大患難時代（かんなんじだい、だいかんなんじだい）とは、イエス・キリストのことばで新約聖書、マタイによる福音書24章21節に「大いなる患難あらん（文語訳聖書）」と言われているものである。
キリスト教終末論のうち、これが未来に起こるとする立場では、赤いユダヤ人が欧州に侵入し、地上を大きな患難が襲う中、神に従おうとする人が世界的な迫害を経験していく時代である。これが過去に起こったとするプレテリストの立場では、ローマ軍が70年にエルサレムとその神殿を破壊した際にすでに過ぎ去ったとされる。

## 未来主義
キリスト教神学における未来主義の観点では、患難時代とは比較的短い期間であり、全ての人が、世界的な困難、迫害、災害、飢餓、戦争、苦痛、苦難を経験することになり、その影響は全ての被造物に及び、イエス・キリストの再臨に先立って起こるものとされる。患難前携挙説支持者は、神に従うことを選んだ者が、患難時代の前に携挙されるとする。一方、患難後携挙説支持者は、携挙は復活と同義であり、患難時代の後に携挙が起こり、クリスチャンは患難時代を必ず生き抜き、身を捨てずに通らなければならないとする。
未来主義の立場を採るディスペンセーション主義者は、患難時代はイエスの再臨の前かつ終末の時期に起こるとする。この観点では患難時代はユダヤ暦（太陰太陽暦）により一年を360日として7年間続くとする。そして患難時代の後半を大患難時代とする。その根拠は、ダニエル書9章27節及びマタイによる福音書24章15節、21節に言及されているように、期間の後半に「荒らす忌まわしいもの」が「いけにえとささげ物を止めさせ」その後に「大きな苦難」がある、と記載されている事による。
この観点においては、7年の期間はダニエル書9章に記載されている70週の預言の1週間と同義と見なされる。それぞれの週が7年間を表すと理論づけされており、アケメネス朝ペルシアの大王アルタクセルクセスが、エルサレムを再建せよと命じた時を起点としている。ダニエル書の預言には、7週と62週の後にメシアが断たれる、と書かれており、時期的にキリストの死と一致するとされる。またこの時点から70週は中断されており、残りの1週間は未だ成就していないものと見なされている。
こうした期間は聖書の他の箇所も根拠にしている。ダニエル書12章7節に書かれている「一時と二時と半時」は三年半と解釈されている。ヨハネの黙示録11章3節には「千二百六十日間」と書かれており、11章2節、13章5節には「四十二か月の間」と書かれている。なおユダヤ暦では一か月を平均30日として数えるため、42か月は一か月を30日として計算すると1,260日であり、3年半となる。また、ダニエル書12章11節には「千二百九十日」という期間が書かれている。この解釈は、一つは単純に閏月を挿入したものであるか、預言に関連した別の計算があるか、千年王国の前の準備期間、とされる。

### 出来事
未来主義支持者の間には、患難時代の間にクリスチャンに起こることについて、複数の異なる観点がある。
- 患難前携挙説支持者は、全ての正しいクリスチャンは、生きている者も死んだ者も、患難時代が始まる前に物理的に天に引き上げられる（携挙）だろう、と信じている[12]。この信仰によれば、古代から携挙までの間の期間に存在した全ての真のクリスチャンは、 瞬間的に復活した完全な体に変えられ、患難時代の試練を逃れることになる。携挙の後にクリスチャンになった者は、患難時代の中を通過することになる。患難時代の終りにキリストが再臨し、千年王国を統治する。
- 神の御怒り前携挙説支持者は、携挙が起こる時期を、患難時代の中間以降、そして神の憤りが満ちた七つの金の鉢が地に注がれる前のどこかの時点であると信じる。
- 患難期中携挙説支持者は、患難時代の中間に携挙が起こると信じる。しかし患難時代の最悪の災いの前であるとする。そして7年間の患難時代を半分に区分し、「産みの苦しみの始まり」と「大患難時代」とする。
- 患難後携挙説（英語版）支持者は、クリスチャンは天に引き上げられることはない、とする。しかし患難時代の終りにキリストに空中で集められ、地上でキリストとともに神の王国を建設するために下りて来る、とする。

患難前携挙説および患難期中携挙説では、携挙とキリストの再臨は別々の出来事とされる。一方で患難後携挙説ではこの二つは同じものとされる。患難前携挙説および患難期中携挙説では、キリストの来臨は、初臨、携挙（空中再臨）、再臨の３回あることになる。　
カトリック教会では、キリストの再臨の前に「最後の過越」または最後の「煉獄」があり、その中で教会は、「多くの者の信仰が揺るがされる最後の火の中を通る」と教えている。一般的に、カトリック教会、各種の正教会、聖公会、あるいは、より初期のプロテスタントでは「携挙」という用語を用いず、また無千年王国説を支持している。この観点では、千年王国は教会での活動や生活に表されるキリストの統治の象徴的な期間と見なされる。それはペンテコステに始まり、最終的にキリストの再臨に至る。そしてそれが現在の教会時代が終わる際の、単一で永遠の最終的な帰結である、とする。

## プレテリスト（黙示録預言既成説論者）の立場
プレテリストはこれが、ユダヤ人がイエスを拒絶したため、ユダヤ人に下った裁きであり、70年にローマ帝国軍がエルサレムとその神殿を破壊した時すでに起こったとする。これは、マタイ24、マルコ13、ルカ21を根拠とする。

## historicistの立場
この立場では、患難をユダヤ人に限定することにおいて、プレテリストに似ている。ハルマゲドンはすべての人類に対する神の怒りであるが、患難時代はユダヤの民に限定される。しかし、これを今日のできごとの預言としても見る。マルティン・ルター、ジャン・カルヴァンら宗教改革者は、反キリストであるローマ教皇とイスラムの脅威を患難とみた。また現代も患難が続いているとする立場もある。